# Sint-Gerolfkapel
De Sint-Gerolfkapel is een kapel opgericht ter ere van de heilige Gerulfus. Deze is gelegen in de Sint-Gerolfstraat te Drongen. Er wordt vermoed dat Gerulfus op de plaats waar nu de kapel staat werd vermoord, maar dat is niet zeker.
De kapel werd voor het eerst gebouwd in 1604. Later in 1750 kwam er een nieuwe kapel. Toen de kapel in 1948 was afgebroken, bleef enkel nog de oude gedenksteen in witte marmer bewaard. Ter gelegenheid van het 1200-jarig herdenken van het martelaarschap van Gerulfus werd toen de huidige kapel opgericht naar ontwerp van architect Valentin Vaerwyck. De kapel heeft ook een klein klokje hoog boven de deur hangen.
Elke eerste donderdag van de maand is er een mis. De kapel wordt ook gebruikt om een doopsel te doen. Jaarlijks is er ook het Sint-Gerolfusfeest, dan wordt er een podium voor de kapel geplaatst waar er mis wordt voorgedragen en ook de fanfare komt op bezoek.
De kapel is sinds 14 september 2009 opgenomen in de lijst van Onroerend Erfgoed.